# Коррупционный скандал вокруг полицейского подразделения «Рампарт»

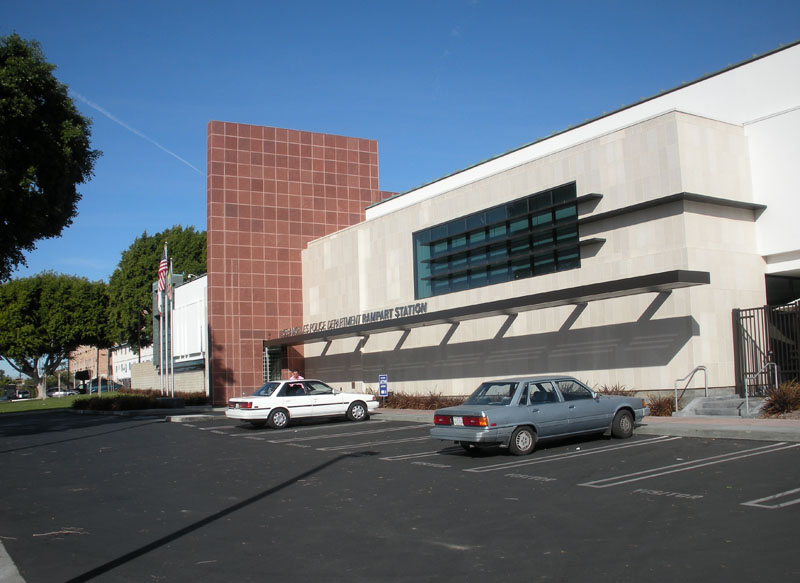
Полицейский участок Нью-Рампарт

Рампарт-скандал — вскрытие фактов о широко распространённой коррупции в полиции, подразделении по борьбе против уличных банд (C.R.A.S.H.) в участке «Рампарт» Департамента полиции Лос-Анджелеса в конце 1990-х. Более 70 полицейских, штатных или связанных с подразделением Rampart CRASH, были замешаны в какой-либо форме неправомерного поведения, что сделало его одним из самых громких случаев задокументированной полицейской коррупции в истории США. Длинный список правонарушений включает несанкционированные скрытые съемки, неспровоцированные избиения, подбрасывание ложных доказательств, кража наркотиков и последующая торговля ими, ограбление банка, лжесвидетельство и сокрытие улик.
Расследование дела, основанное главным образом на заявлениях признанного коррумпированного сотрудника ударного отряда CRASH Рафаэля Переса, первоначально коснулось более 70 сотрудников-правонарушителей. На этих офицеров полиции было обнаружено достаточное количество доказательств, чтобы завести 58 внутренних уголовных дел. Однако только 24 были признаны виновными в совершении каких-либо нарушений, из которых 12 получили ограничение свободы на различные сроки, 7 вышли в вынужденную отставку или на пенсию, а на 5 дела закрыли. В результате исследования фальсифицированных доказательств и лжесвидетельства со стороны полиции было отменено 106 прошлых уголовных дел. Скандал привел к более чем 140 гражданским искам против города Лос-Анджелеса (Калифорния), который стоил городу приблизительно 125 миллионов долларов.
Отчасти из-за скандала мэр Джеймс Кеннет Хан не переназначил начальника полиции Бернарда C. Паркса в 2002. Считается, что скандал, в числе прочего, ускорил поражение Хана в борьбе с Антонио Р. Вилларайгоса на выборах мэра в 2005. По состоянию на 2018, вся степень коррупции в участке Рампарта неизвестна, и несколько расследований изнасилований, убийств и грабежей с участием сотрудников Rampart остаются незавершёнными.